# 唐邦佐
唐邦佐（1541年—1592年），字惟良，號中廓，浙江金華府蘭谿縣人，民籍，明朝政治人物。

## 生平
隆慶元年（1567年）丁卯科浙江鄉試第八十九名舉人。隆慶二年（1568年）聯捷戊辰科會試第三百五十五名，三甲第五十五名進士。初授太和县知县，以病未赴任，痊愈後除如皋知县，调任仪真县。因审案严明，人號神君。擢升刑部主事，历郎中，因星變考察，贬为两浙盐运司判官，稍遷赣州府通判，擢光州知州，未之官，以考察被劾去职。萬曆二十年卒，年五十二。

## 家族
曾祖唐興；祖父唐鞠；父唐汝遵，母王氏。子宗國、宗勋、宗工。